# 竜ヶ森 (大館市・鹿角市)
竜ヶ森（りゅうがもり）は、秋田県大館市と鹿角市との境界にある山である。

## 概要
標高340m。
この山は古来から盛岡藩と秋田藩との藩境の指標となる山であったが、鹿角側には尾去沢鉱山で金や銅の鉱石が豊富に採掘されていたこともあり幾度となく境界にかかわる論争が起こったほか、戊辰戦争（十二所の戦い）のさいは両藩による戦闘が行なわれた。

## 近くの山
- 大森山